# Милс (округ, Техас)
Округ Милс (англ. Mills county) — округ штата Техас Соединённых Штатов Америки. На 2000 год в нем проживало 5151 человек. По оценке бюро переписи населения США в 2009 году население округа составляло 4994 человек. Окружным центром является город Голдтуэйт.

## История
Округ Милс был сформирован в 1887 году. Он был назван в честь Джона Т. Миллса, судьи в Техасе.

## География
По данным бюро переписи населения США площадь округа Милс составляет 1942 км², из которых 1938 км² — суша, а 5 км² — водная поверхность (0,24 %).

### Основные шоссе
- Шоссе 84
- Шоссе 183
- Автострада 16

### Соседние округа
- Команче  (север)
- Гамильтон  (северо-восток)
- Лампасас  (юго-восток)
- Сан-Саба  (юго-запад)
- Браун  (северо-запад)